# Lac des Quirlies
Le lac des Quirlies est un lac glaciaire situé dans les Grandes Rousses, dans le département français de l'Isère. Il est alimenté par les glaciers de Quirlies et des Malatres. Le lac n'existe que depuis les années 1950 avec la fonte de ces deux glaciers. Jusqu'en 2009, ces glaciers vêlaient dans le lac. Le site, avec ses glaciers en surplomb, est classé depuis le 18 mai 1990.